# حرامي الحب (فلم)
حرامي الحب هو فيلم مصري صدر في عام 1977، بطولة عادل إمام ونبيلة عبيد.

## قصة الفيلم
يعمل مأمون بأحد البنوك وهو مريض بداء السرقة. يستطيع أن يسرق عقدًا ثمينًا أثناء تواجده في حفل يقيمه رجل الأعمال الكبير نجيب لزوجته بمناسبة عيد ميلاد زواجهما. يراقبه أفراد إحدى العصابات ويحاولون سرقة العقد، ولكنهم يفشلون. يتعرف مأمون على سونيا عندما يحاول سرقتها، ويتضح أنها مرشدة لرجال الشرطة في مهمة القبض على العصابة التي تقع في قبضتهم. يتزوج مأمون وسونيا ويعدها بالإقلاع عن السرقة.

## طاقم التمثيل
- عادل إمام: (مأمون)
- نبيلة عبيد: (سونيا)
- إيمان ذو الفقار: (مفيدة)
- مريم فخر الدين (زوجة نجيب عبد الله - ضيفة الفيلم)
- يوسف فخر الدين (الطبيب النفسي - ضيف الفيلم)
- صلاح نظمي (سليمان - ضيف الفيلم)
- حسين الشربيني: (مصطفى)
- نبيل بدر: (مدير البنك)
- مظهر أبو النجا: (حسنين الخادم)
- وفيق فهمي: (ضابط المباحث)
- عادل الشناوي: (فارس)
- محمود رشاد: (نجيب عبد الله)
- ممدوح زايد
- حسن أنيس
- مختار السيد
- مديحة إبراهيم
- توفيق الكردي
- نجوى سلطان: (الراقصة)

## فريق العمل
- إخراج: عبد المنعم شكري
- تأليف: محمد أبو يوسف
- إنتاج: إبراهيم والي
- توزيع: أفلام جمجوم وزبيدي
- مونتاج: فكري رستم
- موسيقى تصويرية: ميشيل يوسف
- مدير التصوير: علي خير الله

## وصلات خارجية
- مقالات تستعمل روابط فنية بلا صلة مع ويكي بيانات